# Decaschistia ficifolia
Decaschistia ficifolia är en malvaväxtart som beskrevs av Carl Friedrich Philipp von Martius. Decaschistia ficifolia ingår i släktet Decaschistia och familjen malvaväxter. Inga underarter finns listade i Catalogue of Life.